# Pere de Coma

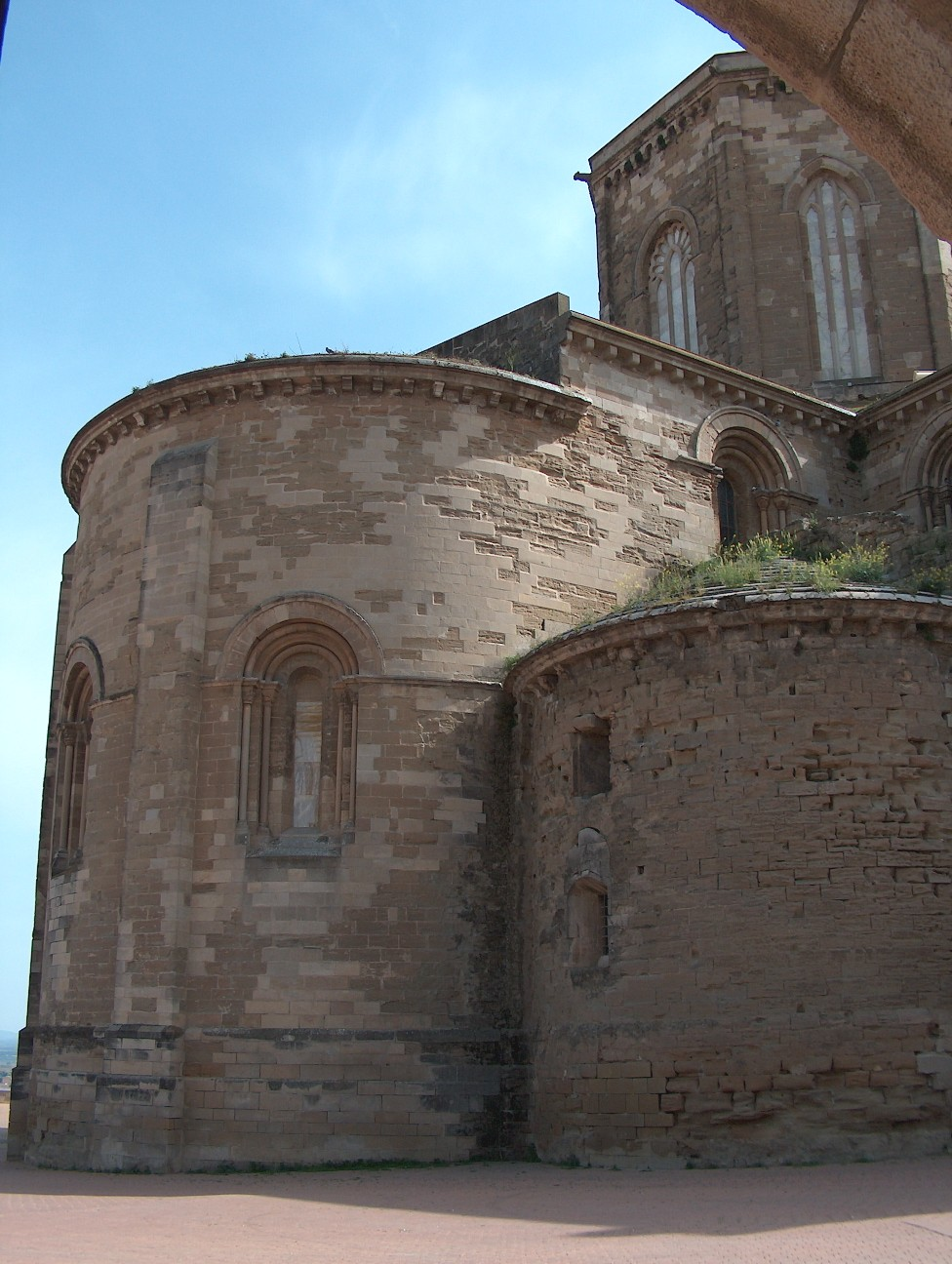
Detalle de la Catedral de la Seu Vella de Lérida, en la cual Pere de Coma trabajó como maestro mayor.

Pere de Coma (lugar de nacimiento desconocido - Lérida, 1220) fue un alarife y maestro de obras del siglo xiii, considerado como el introductor del arte románico en Lérida. No se conoce su procedencia; algunos autores apuntan a un origen lombardo y otros a que era originario de Ribagorza o del Solsonés. En el pergamino "Lucero del canónigo sacristán de la catedral de Roda de Isábena (Huesca)", sale que hay unas tierras pertenecientes a Pedro de Coma cerca de Roda de Isábena en Huesca. Casualmente, el pergamino está en Lérida, pues la diócesis aragonesa de Roda de Isabena se trasladó a Lleida, cuando fue conquistada por Ramón de Berenguer IV, conde de Barcelona y príncipe de Aragón.
Se tiene noticia de su presencia en Lérida en el año 1180 por la compra de una casa en el barrio de San Juan. En el año 1193 se ofreció al obispo de Lérida Gombau de Camporrells para trabajar en las obras de la Catedral de la Seu Vella de Lérida. Fue aceptado y contratado en 1203, estando trabajando en ella como maestro mayor durante casi veinte años, hasta su fallecimiento en 1220.